# Джиз-быз
Джиз-быз (джыз-быз) — традиционное жаркое в азербайджанской кухне. Для его приготовления используют субпродукты (бараньи кишки, печень, сердце, почки, семенники), курдючный жир, небольшое количество картофеля и лука.
В Азербайджане существуют специальные джыз-бызные столовые.